# Román Martínez
Román Martínez (ur. 31 stycznia 1983 w Vega Baja) – portorykański bokser, były mistrz świata organizacji WBO w kategorii superpiórkowej.

## Kariera zawodowa
Jako zawodowiec zadebiutował 22 grudnia 2001 roku. W debiucie znokautował w 4 rundzie Wilfredo Ramosa. Do końca 2007 roku stoczył kolejne 17 walk, z których 16 wygrał i 1 zremisował, zdobywając tytuły: WBO Latino, WBO Inter-Continental oraz WBO NABO.
14 marca 2009 roku zdobył tytuł WBO w wadze super piórkowej. Martínez pokonał przez techniczny nokaut w 4 starciu, Brytyjczyka Nicky'ego Cooka. Sędzia przerwał walkę w 4 rundzie, gdy Cook po raz kolejny znalazł się na deskach. 12 września w obronie tytułu zmierzył się z Kolumbijczykiem Feiderem Vilorią. Martínez zwyciężył przez techniczny nokaut w 9 rundzie.
29 maja 2010 roku przystąpił do 2 obrony pasa. Jego rywalem był Nikaraguańczyk Gonzalo Munguia. Po wstępnych rundach, Martínez przejął inicjatywę i po świetnym prawym podbródkowym, Munguia znalazł się na deskach i dał się wyliczyć. 4 września w kolejnej obronie tytułu zmierzył się z Rickym Burnsem. Martínez świetnie rozpoczął pojedynek, bo już w 1 rundzie Burns znalazł się na deskach. Po 12 emocjonujących rundach, jednogłośnie na punkty (115-112, 115-112, 115-113) zwyciężył Burns i zadał Portorykańczykowi pierwszą porażkę.
15 września 2012 roku dostał szansę walki o wakujący pas WBO w wadze super piórkowej. Jego rywalem był Meksykanin Miguel Beltran Jr. Po bardzo wyrównanym i emocjonującym pojedynku, Martínez zwyciężył niejednogłośnie na punkty (114-113, 114-113, 111-116) i odebrał swój dawny tytuł.
19 stycznia 2013 roku przystąpił do pierwszej obrony mistrzostwa. Jego rywalem był Meksykanin Juan Carlos Burgos. Walka zakończyła się remisem (116-112, 111-117, 114-114) i Martínez obronił tytuł. Wynik wzbudził wiele kontrowersji, gdyż to Meksykanin dominował w tym pojedynku.
11 kwietnia 2015 w San Juan pokonał jednogłośnie na punkty 114:111, 115:110 i 116:109 meksykańskiego mistrza Orlando Salido (42-13-2, 29 KO), zdobywając tytuł mistrza świata federacji WBO kategorii super piórkowej.
11 czerwca 2016 w Madison Square Garden, przegrał przez nokaut w piątej rundzie mistrzem świata federacji WBO kategorii piórkowej Ukraińcem Wasylem Łomaczenko (6-1, 4 KO), tracąc tytuł mistrza świata WBO kategorii super piórkowej.